# Ворон (фильм, 1943)
«Ворон» (фр. Le Corbeau) — классический кинофильм в жанре нуар, снятый режиссёром Анри-Жоржем Клузо в 1943 году.

## Сюжет
В больнице маленького провинциального городка ходят слухи о романе доктора Жермена и Лоры Ворзе, молодой жены пожилого директора психиатрической лечебницы Мишеля Ворзе. Однажды Жермен получает странное анонимное письмо с его разоблачением, подписанное «Ворон». Вскоре такие анонимки начинают получать другие жители города, особенно те, которые занимают ответственные должности и которым есть что скрывать. Рассылка писем превращается в настоящую эпидемию, охватывающую весь город. Начинаются интенсивные поиски «Ворона».

## В ролях
- Пьер Френе — доктор Реми Жермен
- Жинет Леклер — Дениз Сайан, сестра директора школы
- Хелена Мансон — Мари Корбен, медсестра
- Пьер Бертен — субпрефекта
- Лилиан Менье — Роланда Сайан, почтальонка, племянница Дениз
- Роже Блен — Франсуа, раковый больной с койки № 13
- Пьер Ларке — доктор Мишель Ворзе
- Мишлин Франсе — Лаура Ворзе
- Антуан Бальпетре — доктор Делорм, директор больницы
- Луи Сенье — доктор Бертран, коллега Жермена
- Ноэль Роквер — Сайан, директор школы
- Жан Брошар — Бонневи, заведующий больницы
- Сильви — мать Франсуа

## Интересные факты
- После освобождения Франции от немецкой оккупации некоторые члены съёмочной бригады и актёры фильма получили временный запрет на работу в киноиндустрии как сотрудники немецкой компании «Континенталь фильм». Так, актёр Ноэль Роквер получил запрет на 3 месяца, художник-постановщик Андрей Андреев — на 9 месяцев, актриса Мишлен Френси — на год, а режиссёр Анри-Жорж Клузо — на три года.[1]
- Историк кино Франсуа Шале писал: «...Немцы считали этот фильм безнравственным, упадочным и просто-напросто отказались выпустить его на экран. Большинство комендатур возражало против демонстрации фильма. Афиши, рекламировавшие эту кинокартину и изображавшие тяжелые последствия анонимных писем, были сняты, — немцы слишком нуждались в поддержании системы доносов, чтобы позволить заклеймить ее таким образом»[2].